# Hoher Göll
De Hoher Göll is een berg in het Berchtesgadener Land in de deelstaat Beieren, Duitsland en in Tennengau in de deelstaat Salzburg, Oostenrijk. De berg heeft een hoogte van 2522 meter. De grens tussen Duitsland en Oostenrijk loopt over de top.
De Hoher Göll is de hoogste berg van het Göllmassief, dat weer deel uitmaakt van de Berchtesgadener Alpen.